# Type 052C (lớp tàu khu trục)
Tàu khu trục Type 052C (NATO/OSD định danh tàu khu trục lớp Lữ Dương II) là một lớp tàu khu trục mang tên lửa dẫn đường được chế tạo cho Hải quân Trung Quốc (PLAN). Type 052C trang bị radar mảng quét điện tử chủ động (AESA) và tên lửa đất đối không phóng thẳng đứng, khiến nó trở thành lớp tàu chiến đầu tiên của Trung Quốc có khả năng phòng không khu vực.

## Lịch sử phát triển
Dự án phát triển tàu khu trục lớp Type 052C đã được Quốc vụ viện Cộng hòa Nhân dân Trung Hoa tiến hành phê chuẩn ngân sách tài chính vào tháng 9 năm 2001. Kỹ sư trưởng của dự án là ông Zhu Yingfu (朱英富), giám đốc của Viện nghiên cứu 701 trưc thuộc Tập đoàn công nghiệp đóng tàu Trung Quốc, thay thế cho ông Pan Jingfu (潘镜芙), vốn là kỹ sư trưởng của các dự án tàu khu trục Type 051B, Type 051C, Type 052, đã nghỉ hưu trước khi dự án được phê duyệt.
Hai tàu mang tên Lan Châu và Hải Khẩu được đóng bởi Nhà máy Đóng tàu Giang Nam ở Thượng Hải bắt đầu từ năm 2002 và đưa vào hoạt động năm 2005. Cuối thập niên 2000, việc đóng mới các tàu thuộc lớp Type 052C được chuyển giao cho Nhà máy đóng tàu Hỗ Đông-Zhonghua thực hiện, với thêm 4 chiếc được hạ thủy vào năm 2012. Ban đầu, Trung Quốc dự định đóng 7 tàu khu trục lớp Type 052C, nhưng trong quá trình đóng, chiếc cuối cùng của lớp đã được cải tiến và chuyển đổi thành tàu khu trục Type 052D hiện đại hơn. Hiện tại có tất cả sáu chiếc tàu khu trục lớp Type 052C đang hoạt động trong biên chế PLAN.
Cơ sở căn bản để phát triển tàu khu trục lớp Type 052C là khung sườn, vỏ tàu và hệ thống động lực trạm nguồn của tàu khu trục thế hệ trước là Type 052B, tuy nhiên, toàn bộ phần thượng tầng cũng như các loại vũ khí đã được thiết kế lại. Trang thiết bị trên tàu Type 052C là sự kết hợp giữa các thiết bị của Nga và Trung Quốc. Tàu được đóng bằng công nghệ module, giúp giảm thiểu tối đa thời gian sửa chữa và có thể dễ dàng thay thế các khoang bị phá hủy trong chiến đấu một cách nhanh chóng. Cấu tạo lớp vỏ hợp kim không bị ăn mòn của Type 052C là sự kết hợp của sắt, crom và cả nhôm. Nhôm làm nhẹ thân tàu để có thể tăng tốc độ cho tàu. Lớp vỏ kiên cố gồm 2 lớp hợp kim, giữa 2 lớp này là 1 lớp rỗng giúp tăng khả năng sống sót của con tàu khi bị các tên lửa tấn công. Ngoài ra, ở lớp vỏ tàu còn có thêm một lớp giáp bằng thép kevlar nặng tới 70 tấn, loại thép này có độ bền gấp 5 lần thép thường. Thân tàu được thiết kế đảm bảo khả năng giảm tín hiệu hồng ngoại đồng thời giảm diện tích phản xạ radar. Type 052C còn được đánh giá là có khả năng sống sót cao, bảo vệ thủy thủ đoàn trước cuộc tấn công sinh – hóa học (NBC).
Tàu có chiều dài 153m, rộng 16,5m, mớn nước 6 mét, lượng giãn nước đầy tải 6.600 tấn. Biên chế thủy thủ đoàn của tàu là 280 binh sĩ. Trên các tàu khu trục lớp Type 052C có không dưới 10 sĩ quan chỉ huy cấp cao điều hành các bộ phận. Tuổi đời trung bình của thủy thủ đoàn trên tàu khu trục Type 052C là 35 tuổi.

## Hệ thống điện tử

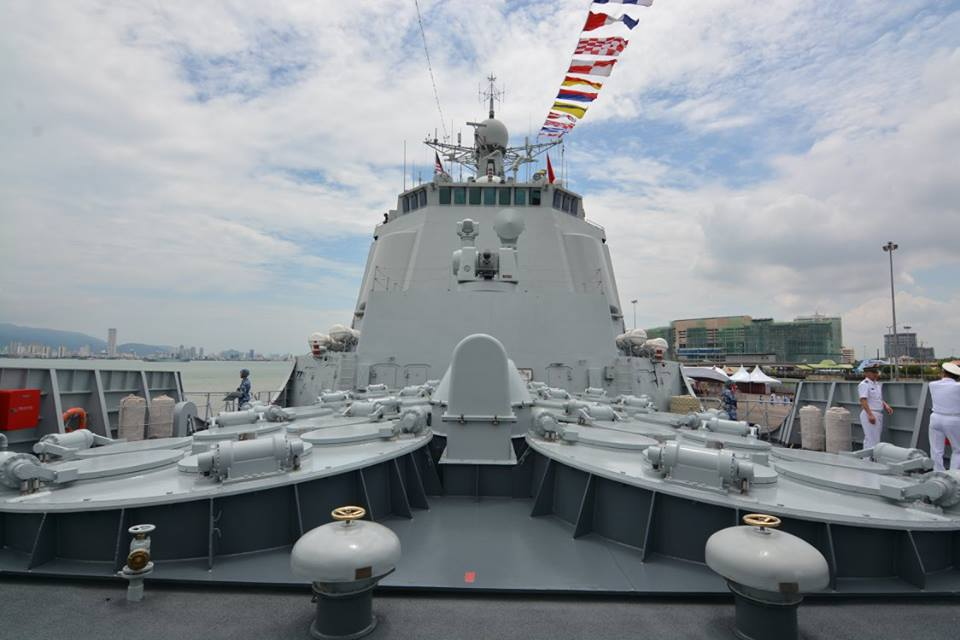
Hệ thống phóng tên lửa thẳng đứng

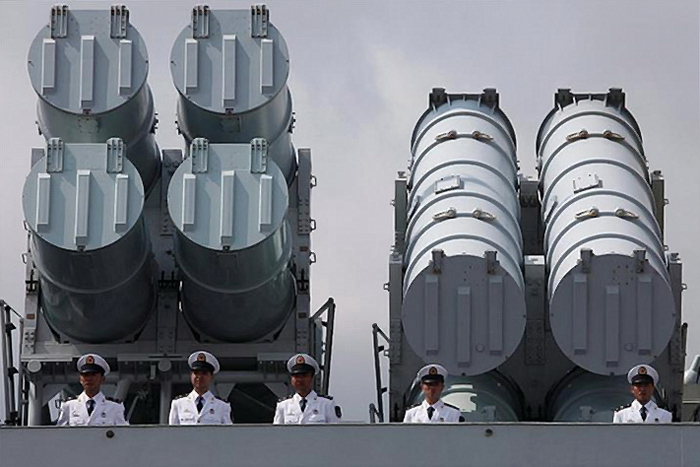
Bệ phóng tên lửa chống hạm YJ-62

Để có khả năng thực hiện các nhiệm vụ phòng không, chống mục tiêu mặt nước, tác chiến chống ngầm đa năng, tàu khu trục lớp Type 052C được trang bị hệ thống Chỉ huy, kiểm soát, thông tin, máy tính và tình báo (Command, Control, Computer, Communication & Intelligence - C4I). Hệ thống C4I bao gồm hệ thống chiến đấu H/ZBJ-1, hệ thống liên kết dữ liệu HN-900, hệ thống liên lạc vệ tinh SNTI-240 SATCOM. và hệ thống kiểm soát tác chiến chống ngầm ASWCS.

### Hệ thống chiến đấu H/ZBJ-1
Hệ thống chiến đấu H/ZBJ-1 gồm nhiều thành phần phụ hợp thành: hệ thống radar quét mạng pha điện tử chủ động Type 348; hệ thống kiểm soát và quyết định (C&D); hệ thống hiển thị chiến trường (ADS) và hệ thống điều khiển hỏa lực (WCS). Cách bố trí của hệ thống này tương đương với thành phần của hệ thống chiến đấu Aegis. 
- Radar quét mạng pha điện tử chủ động Type 348 do Viện công nghệ điện tử Nam Kinh (Nanjing Research Institute of Electronic Technology-tiền thân là Viện nghiên cứu số 14) chế tạo. Sự phát triển của radar này được cho là dưới sự trợ giúp từ Ukraine, họ đã cung cấp công nghệ làm mát cho các anten bố trí trên tàu khu trục Type 052C. Kết cấu của Type 348 gồm 4 mảng radar được thiết kế xung quanh tháp chỉ huy mang lại khả năng kiểm soát mục tiêu 360 độ. Nhìn bên ngoài, 4 radar Type 348 nằm lồi ra nhưng thực chất đây chỉ là phần bảo vệ che bên ngoài radar, phía trong các chấn tử vẫn được lắp phẳng với phần thượng tầng như trên tàu lớp Arleigh Burke. Kết hợp các công nghệ tiên tiến và hệ thống cấu trúc mạnh mẽ, radar Type 348 sử dụng nhiều chùm tia điện tử và xung Doppler kỹ thuật số khác nhau, cũng như các kỹ thuật đối phó điện tử (ECCM) mạnh mẽ. Radar này có khả năng tự động theo dõi các mục tiêu trên không và trên biển cùng lúc. Bộ vi xử lý có khả năng chiếu xạ và cung cấp kênh dẫn hướng pha giữa cho tên lửa phòng không tầm xa, trong khi vẫn duy trì khả năng bảo vệ nhóm chiến đấu trước nhiều mối đe dọa khác nhau. Radar hoạt động trên băng tần S (3,1 - 3,5 GHz) và được cho là có khả năng phát hiện mục tiêu ở cự ly lên đến 450 km. Do đây là biến thể đầu tiên được đưa vào sử dụng nên tính năng kỹ thuật của Type 348 chưa thể sánh với các radar AN/SPY-1D của Mỹ.
- Hệ thống kiểm soát và quyết định (C&D) là hệ thống máy tính cực mạnh, phối hợp và kiểm soát một loạt hoạt động phức tạp của hệ thống H/ZBJ-1.
- Hệ thống hiển thị chiến trường (ADS) là máy tính điều khiển cung cấp hiển thị các hình ảnh phức tạp khác nhau về môi trường chiến thuật. Hệ thống được hiển thị dưới dạng hình ảnh mô phỏng đồ họa. Với ADS, thuyền trưởng có thể quan sát và kiểm soát tình trạng hệ thống như môi trường xung quanh, hệ thống vũ khí và tình huống chiến tranh cụ thể. Sau khi nhập dữ liệu hệ thống sẽ tự động hiển thị thông tin về vị trí của tàu và các hệ thống liên quan. ADS được cập nhật thông tin từ hệ thống C&D. Tính năng của hệ thống này còn chưa được kiểm chứng nhưng theo giới thiệu từ Trung Quốc thì nó đã tạo ra một bước đột phá trong việc đối phó với nhiều kiểu mục tiêu khác nhau.
- Hệ thống điều khiển hỏa lực (WCS) kiểm soát trạng thái của tất cả các hệ thống vũ khí được dùng cho hệ thống H/ZBJ-1.

### Hệ thống liên kết dữ liệu HN-900
Hệ thống liên kết dữ liệu HN-900 được cho là tương đương với hệ thống liên kết dữ liệu TADIL-A/Link 11 sử dụng trong khối NATO. Hệ thống này kết nối tất cả các thiết bị trên tàu thông qua hệ thống cáp quang tốc độ cao dưới dạng Gigabit Ethernet. Hệ thống cho phép Type 052C có thể trao đổi với các tàu chiến khác cũng như các máy bay chiến đấu và các lực lượng mặt đất các dữ liệu dạng hình ảnh, tọa độ mục tiêu và tin nhắn dạng văn bản ở cấp chiến thuật trong thời gian gần với thời gian thực.

### Cảm biến/radar

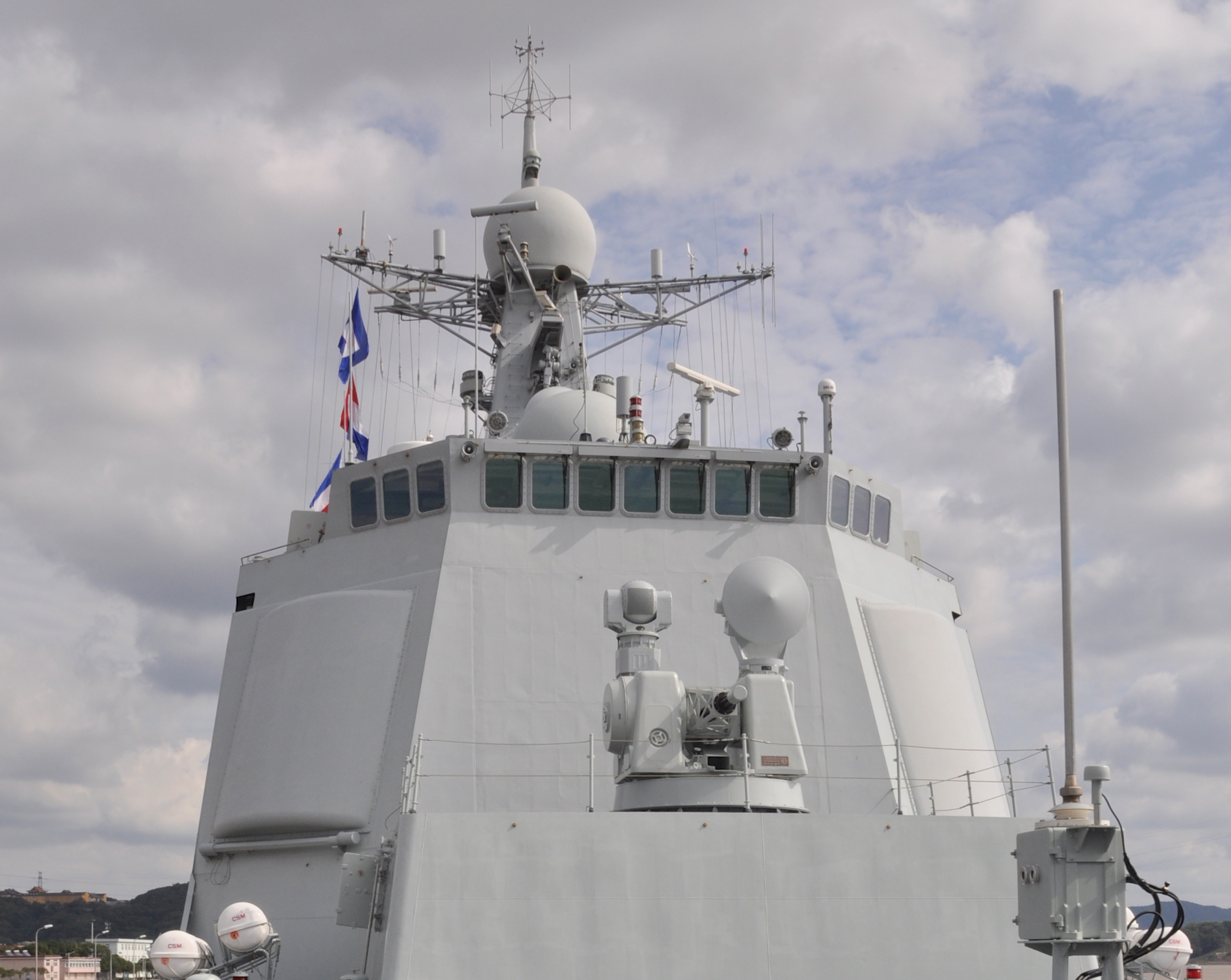
Các tấm radar Type 346 ở hai bên mặt trước cấu trúc thượng tầng và hệ thống phòng thủ tầm gần Type 730

Hỗ trợ cho radar Type 348 là 2 hệ thống radar xác định tọa độ mục tiêu trên không Type 571Н-1 Knife Rest, radar này hoạt động ở băng tần VHF với phạm vi tìm kiếm mục tiêu tối đa 350 km. Phía trên đỉnh cột buồm được trang bị radar điều khiển hỏa lực Type 344A sao chép từ radar MR331 Mineral-ME (NATO định danh Band Stand) của Nga, hoạt động trên băng tần I/J. Radar Type 344A có nhiệm vụ phát hiện các mục tiêu ở giới hạn đường chân trời, cũng như cung cấp kênh dẫn hướng cho tên lửa chống hạm và pháo chính tấn công mục tiêu. Trong trường hợp đêm tối hoặc radar bị gây nhiễu nặng, Type 052C được trang bị thêm một hệ thống điều khiển hỏa lực quang điện OFC-3 để sử dụng cho pháo chính.
Ngoài ra, trên tàu còn được lắp đặt radar điều khiển hỏa lực Type 347G Rice Lamp (EFR-1) dùng cho hệ thống phòng thủ tầm gần Type 730, radar định vị nhận dạng và theo dõi mục tiêu mặt nước H/LJQ-364., radar này hoạt động ở băng tần G hoặc H, phạm vi tìm kiếm mục tiêu khoảng 100 km, độ cao hoạt động khoảng 8 km.

### Sonar
Về năng lực chống ngầm, hệ thống kiểm soát tác chiến chống ngầm ASWCS của Type 052C bao gồm các hệ thống sonar kiểu mảng kéo ESS-1 (hoàn thiện của DUBV-43) và sonar kết hợp chủ/bị động phát hiện và xác định vị trí tàu ngầm SJD8/9 (thiết bị hoàn thiện từ DUBV-23). Anten của SJD8/9 được được gắn cố định trong quả cầu hình giọt nước ở mũi tàu, anten được tách rời khỏi các khoang trên tàu bằng bộ phận cách âm, giảm tối thiểu nhiễu thủy âm khi sonar hoạt động.

### Các hệ thống đối phó điện tử
Phương thức "bảo vệ mềm" (soft-kill) của Type 052C gồm hệ thống gây nhiễu điện tử NRJ-6 và hệ thống mồi bẫy Type 726-4 RL (4 giá x18-ống phóng bố trí ở giữa thân tàu). Hệ thống gây nhiễu điện tử NRJ-6 dùng để dò tìm tín hiệu vô tuyến phát từ radar tàu và tên lửa đối phương, đồng thời phát tín hiệu gây nhiễu làm nhiễu đầu dò radar của tên lửa chống hạm, khiến chúng bám theo các mục tiêu ảo hoặc giảm tầm hiệu quả của đầu dò, cho phép tàu tránh được tên lửa. Hệ thống Type 726-4 RL thường kết hợp với hệ thống gây nhiễu điện tử NRJ-6. Cơ chế hoạt động của nó là phóng ra các rocket thả lá nhôm, tạo ra mục tiêu giả, gây nhầm lẫn cho đầu dò của tên lửa đang hướng đến.

## Tên lửa

### Tên lửa phòng không tầm xa HaiHongQi 9A (HHQ-9A)
Mục đích thiết kế ban đầu của Type 052C là dành cho nhiệm vụ phòng không tầm xa để hộ tống tàu sân bay, tàu chiến trong hạm đội. Vì thế, Type 052C được trang bị hệ thống tên lửa phòng không trên hạm tầm xa HaiHongQi 9A (HHQ-9A), biến thể hải quân của tên lửa phòng không HQ-9A sao chép từ S-300 của Nga và Patriot của Mỹ. Hệ thống phòng không tầm xa HHQ-9A được bố trí 2 hệ thống phóng thẳng đứng với 6 cụm phóng ở phía sau pháo chính với 6 tên lửa/cụm và 2 cụm phóng ở phía sau đuôi tàu. Tổng số tên lửa phòng không mà tàu có thể mang theo là 48 quả.

## Danh sách tàu khu trục Type 052C
| Số hiệu | Tên tàu            | Xưởng đóng tàu                              | Hạ thủy              | Biên chế             | Hạm đội          | Tình trạng     |
| ------- | ------------------ | ------------------------------------------- | -------------------- | -------------------- | ---------------- | -------------- |
| 170     | 兰州 / Lan Châu    | Nhà máy đóng tàu Giang Nam, Thượng Hải      | 29 tháng 4 năm 2003  | 18 tháng 7 năm 2004  | Hạm đội Nam Hải  | Đang hoạt động |
| 171     | 海口 / Hải Khẩu    | Nhà máy đóng tàu Giang Nam, Thượng Hải      | 30 tháng 10 năm 2003 | 20 tháng 7 năm 2005  | Hạm đội Nam Hải  | Đang hoạt động |
| 150     | 长春 / Trường Xuân | Nhà máy đóng tàu Giang Nam, đảo Trường Hưng | 28 tháng 11 năm 2010 | 31 tháng 1 năm 2013  | Hạm đội Đông Hải | Đang hoạt động |
| 151     | 郑州 / Trịnh Châu  | Nhà máy đóng tàu Giang Nam, đảo Trường Hưng | 20 tháng 7 năm 2011  | 26 tháng 12 năm 2013 | Hạm đội Đông Hải | Đang hoạt động |
| 152     | 济南 / Tế Nam      | Nhà máy đóng tàu Giang Nam, đảo Trường Hưng | 18 tháng 10 năm 2011 | 22 tháng 12 năm 2014 | Hạm đội Đông Hải | Đang hoạt động |
| 153     | 西安 / Tây An      | Nhà máy đóng tàu Giang Nam, đảo Trường Hưng | 28 tháng 5 năm 2012  | 9 tháng 2 năm 2015   | Hạm đội Đông Hải | Đang hoạt động |

## Hình ảnh

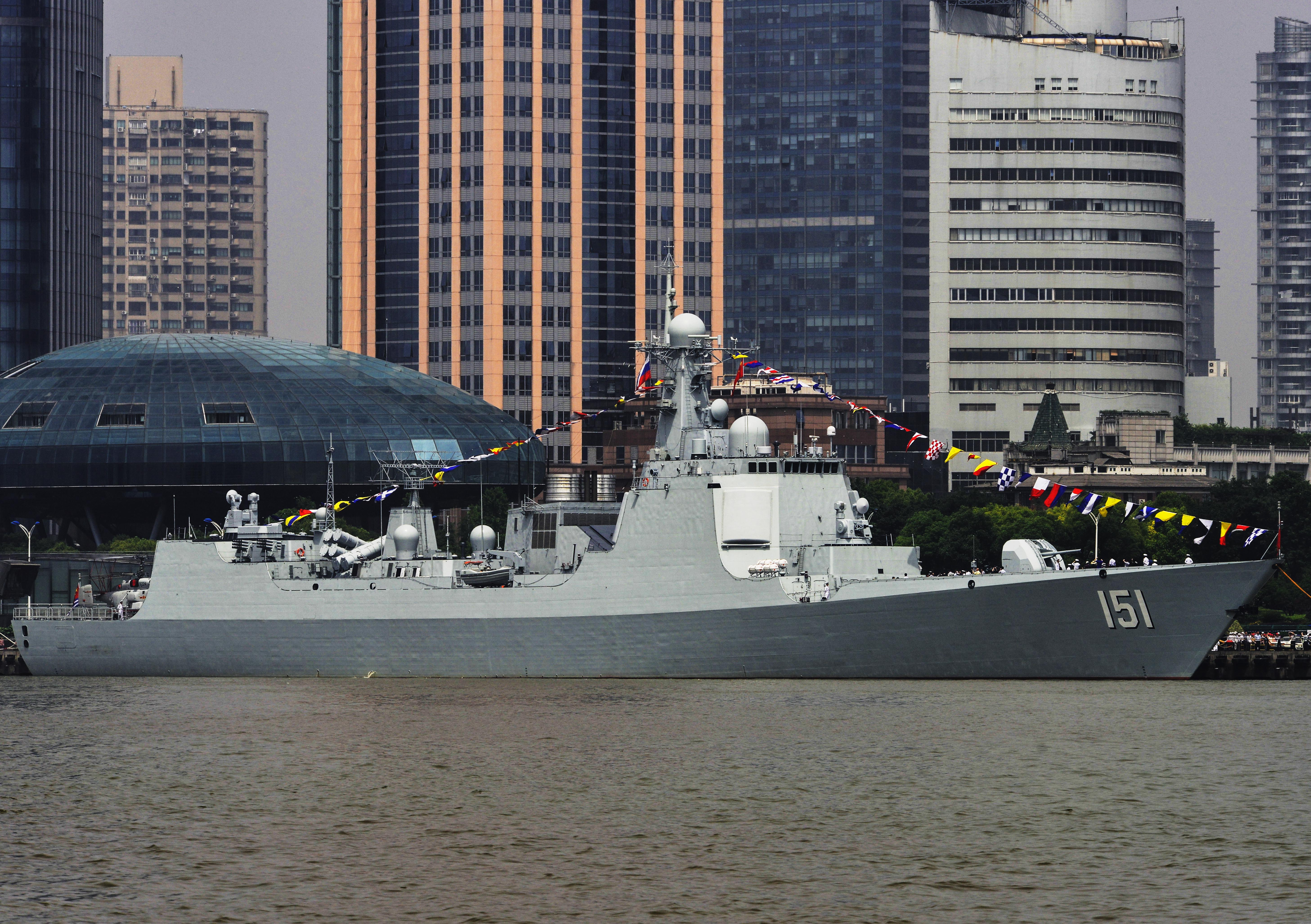
Type 052C Trịnh Châu (151)
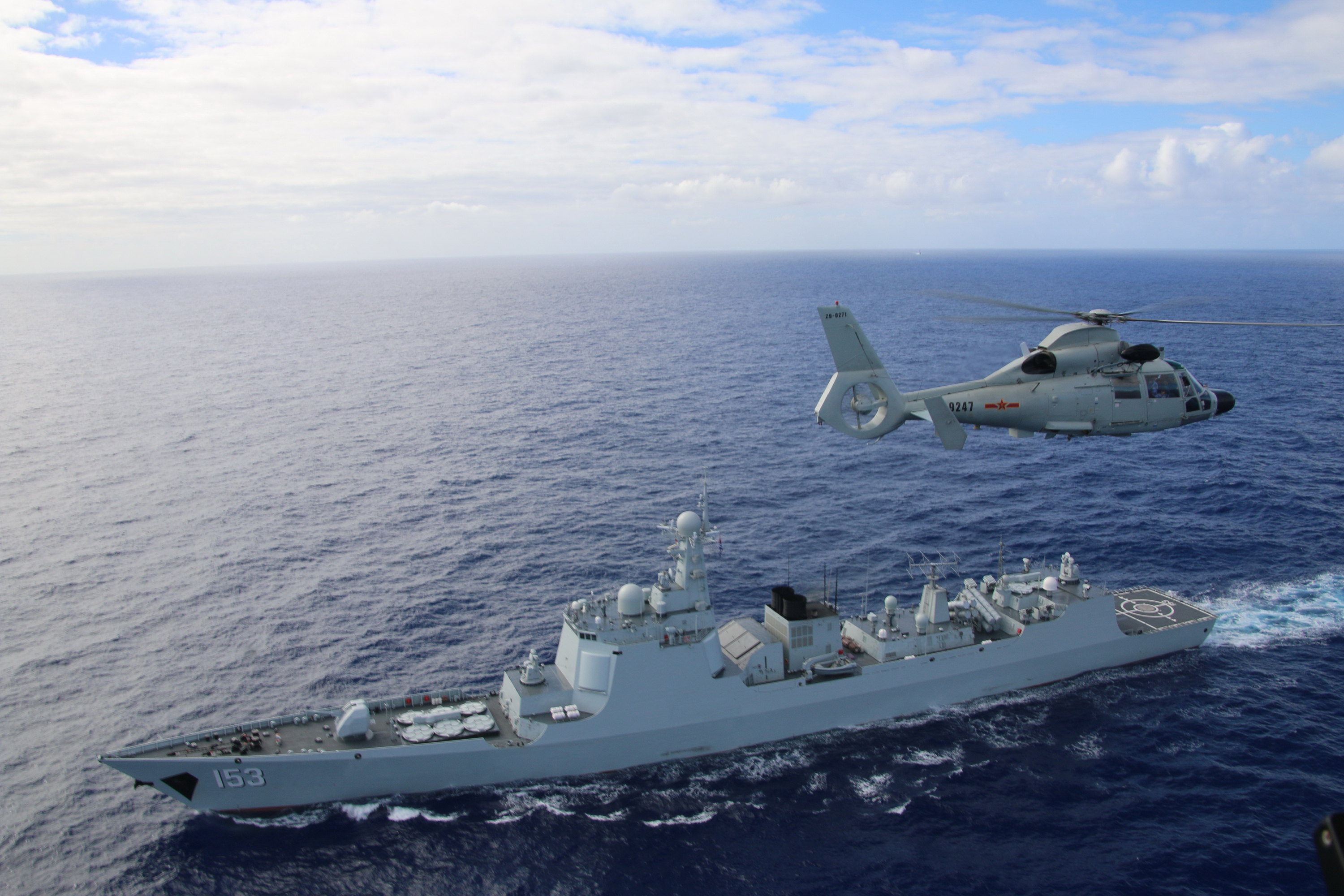
Type 052C Tây An (153) và trực thăng Z-9 trong cuộc tập trận RIMPAC 2016
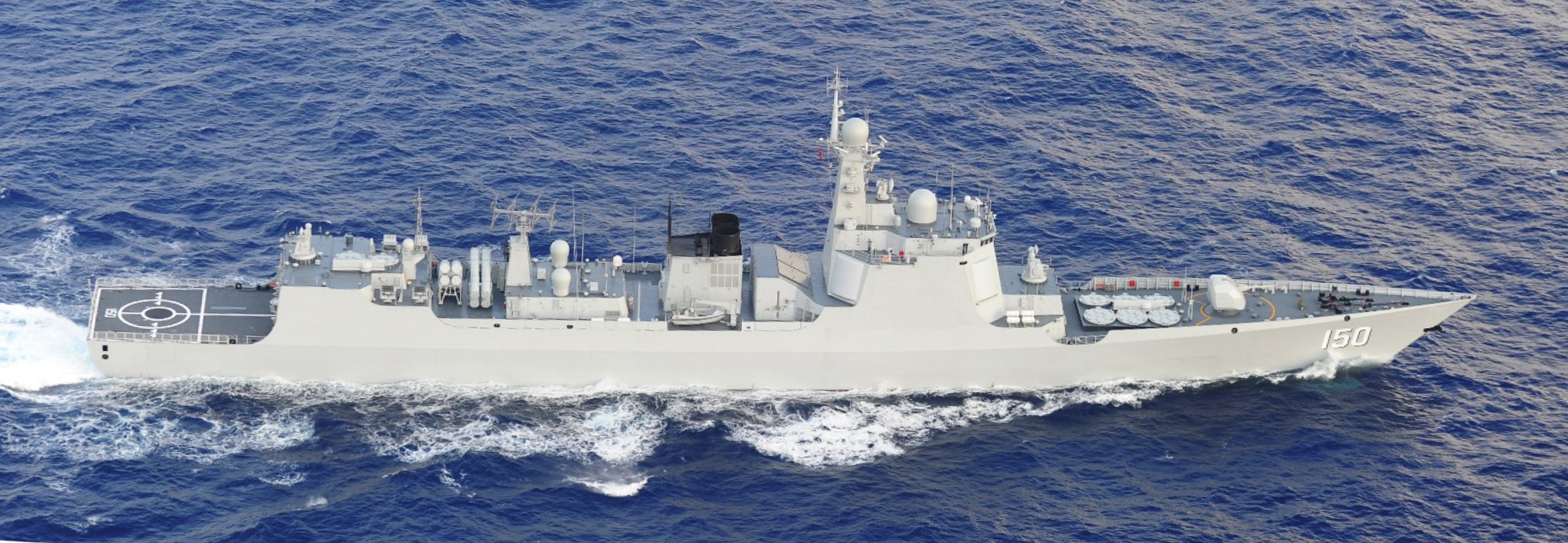
Type 052C Trường Xuân (150) trên biển Hoa Đông